# Veliko Polje (gmina miejska Obrenovac)
Veliko Polje (cyr. Велико Поље) – wieś w Serbii, w mieście Belgrad, w gminie miejskiej Obrenovac. W 2011 roku liczyła 1868 mieszkańców.